# Dingolfing

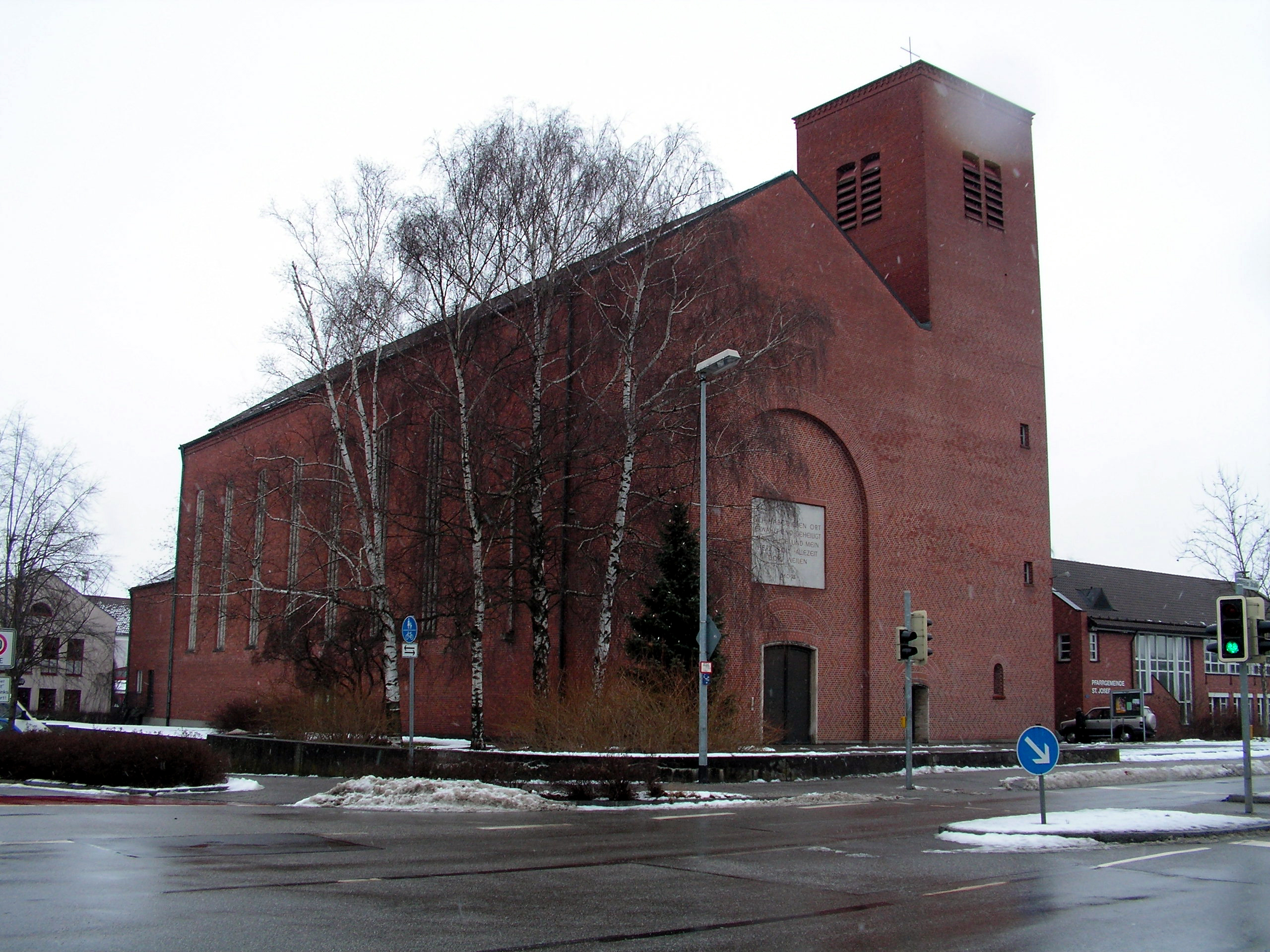
Dingolfing

Dingolfing este un oraș din landul Bavaria, Germania.